# Christian Pulišić
Christian Mate Pulišić (Hershey, Pennsylvania, 18. rujna 1998.), američki je nogometaš reprezentativac hrvatskoga podrijetla. Član je Milana i reprezentacije SAD-a. 

## Klupska karijera
Rođen i odrastao je u Americi, Pulišić se pridružio omladinskoj školi Borussije Dortmund, a sa 17 godina je postao član prve momčadi njemačkoga kluba. U prvoj sezoni se nije previše naigrao, ali u drugoj sezoni je postao regularan član selekcije, s kojom je osvojio i njemački kup. U siječnju 2019. godine prešao je iz Borussije u londonski Chelsea F.C., za 63 milijuna eura. S ovim transferom postao je najskuplji američki nogometaš svih vremena. Za Chelsea je debitirao 11. kolovoza 2019. godine na Old Traffordu, u utakmici protiv Manchester Uniteda (0:4), ušavši u 58. minuti susreta.

## Reprezentativna karijera
Pulišić ima hrvatsko državljanstvo (njegov djed Mate je Hrvat rođen na Olibu) ali je odabrao igrati za američku nogometnu reprezentaciju. Za SAD debitirao je 29. ožujka 2016. godine protiv Gvatemale (4:0), u kvalifikacijskoj utakmici za Svjetsko prvenstvo. U studenome 2018. godine protiv Italije nosio je kapetansku traku postavši s 20 godina i 63 dana najmlađi kapetan u povijesti američke vrste.

## Priznanja

### Klupska
Borussia Dortmund
- DFB-Pokal (1): 2016./17.

Chelsea
- UEFA Liga prvaka (1): 2020./21.
- UEFA Superkup (1): 2021.
- FIFA Svjetsko klupsko prvenstvo (1): 2021.

### Reprezentativna
SAD
- CONCACAF Liga nacija (1): 2019./20.

## Vanjske poveznice
- Christian Pulisic na stranici chelseafc.com (engl.)
- Christian Pulisic na stranici bvb.de (u međumrežnoj pismohrani archive.org 11. studenoga 2018.) (njem.)